# Agrupación Popular para el Progreso
La Agrupación Popular para el Progreso (en árabe: التجمع الشعبي من أجل التقدم; en francés: Rassemblement populaire pour le Progrès), abreviado como RPP es un partido político yibutiano. Fue fundada el 4 de marzo de 1979 y ha dominado la vida política del país desde su creación bajo las presidencias de Hassan Gouled Aptidon y, desde 1999, Ismail Omar Guelleh.  Se considera que la RPP defiende los intereses de la población Issa, y reúne sus principales apoyos entre los integrantes de dicho clan.
La RPP se fundó el 4 de marzo de 1979, en Dikhil, poco menos de dos años después de la independencia. Fue sucesora de la «Agrupación Popular para la Independencia» que ganó las elecciones de 1977 previas al retiro de Francia del Territorio Francés de los Afars y de los Issas y que había gobernado el país durante sus primeros meses como Estado soberano.
En octubre de 1981, la RPP fue declarada como único partido político legal en Yibuti, estatus que mantuvo hasta el referéndum constitucional de 1992, que restableció la política multipartidista. La sensación generalizada de que el régimen de la RPP favorecía al clan Issa sobre la población Afar motivó el estallido de la guerra civil yibutiana entre 1991 y 1994, lo que motivó una serie de acuerdos políticos entre el RPP y una facción del insurgente Frente por la Restauración de la Unidad y de la Democracia. Estos acercamientos se profundizaron tras el retiro de Gouled en 1999 y su sucesión por Ismail Omar Guelleh. Desde 2003, la RPP ha gobernado en coalición con el FRUD, el Partido Popular Social Demócrata y la Unión de Partidarios de la Reforma: la Unión para la Mayoría Presidencial. Se considera que la RPP continúa siendo el partido dominante del país y que el accionar político de la coalición, así como su ideología, no exceden su respaldo a Guelleh.
La RPP y sus aliados ocuparon la totalidad de los escaños de la Asamblea Nacional desde 1979 hasta 2013, cuando 10 parlamentarios de la oposición resultaron electos, aunque aumentó su número de escaños en 2018 y 2023. Ninguna de las elecciones ganadas por la RPP desde el restablecimiento del multipartidismo ha sido considerada libre y justa por observadores externos, mientras que se considera que las libertades políticas en Yibuti bajo su mandato han sido severamente limitadas.

## Resultados electorales

### Elecciones presidenciales
|  | 84.58 % |

|  | 99.23 % |

|  | 60.75 % |

|  | 74.02 % |

|  | 96.85 % |

|  | 80.63 % |

|  | 87.07 % |

|  | 97.30 % |

### Elecciones parlamentarias
|  | 100.00 % |

|  | 100.00 % |

|  | 74.59 % |

|  | 78.56 % |

|  | 62.40 % |

|  | 94.06 % |

|  | 61.53 % |

|  | 87.83 % |

|  | 93.68 % |